# Palazzo Strozzi del Poeta
A Palazzo Strozzi del Poeta vagy Palazzo Giaconi (Via Tornabuoni 5.) egy firenzei palota.

## Története
A palota az 1600-as évek elején került Giovan Battista Strozzi tulajdonában, az ő parancsára alakította át Gherardo Silvani 1626-ban. A 17. század második felében a Suarez, majd a Giaconi család birtokába került. Jelenleg társasház.

## Leírása
A háromemeletes palota homlokzata barokk stílusú. A portál felett a Strozzi-család címerei láthatók. A piano nobile szintjét Antonio Novelli két szobra díszíiti.